# Txagan
Txagan (en rus: Чаган) és un poble de l'óblast d'Astracan, a Rússia, segons el cens del 2015 tenia 1.502 habitants.